# 白千手螺
白千手螺（学名：Chicoreus cnissodus），是新腹足目骨螺科千手螺属的一种。主要分布于越南、台湾，常栖息在水深30－70米。